# Latexmask

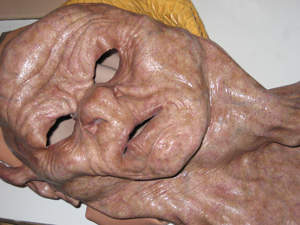
Helmask i latex.

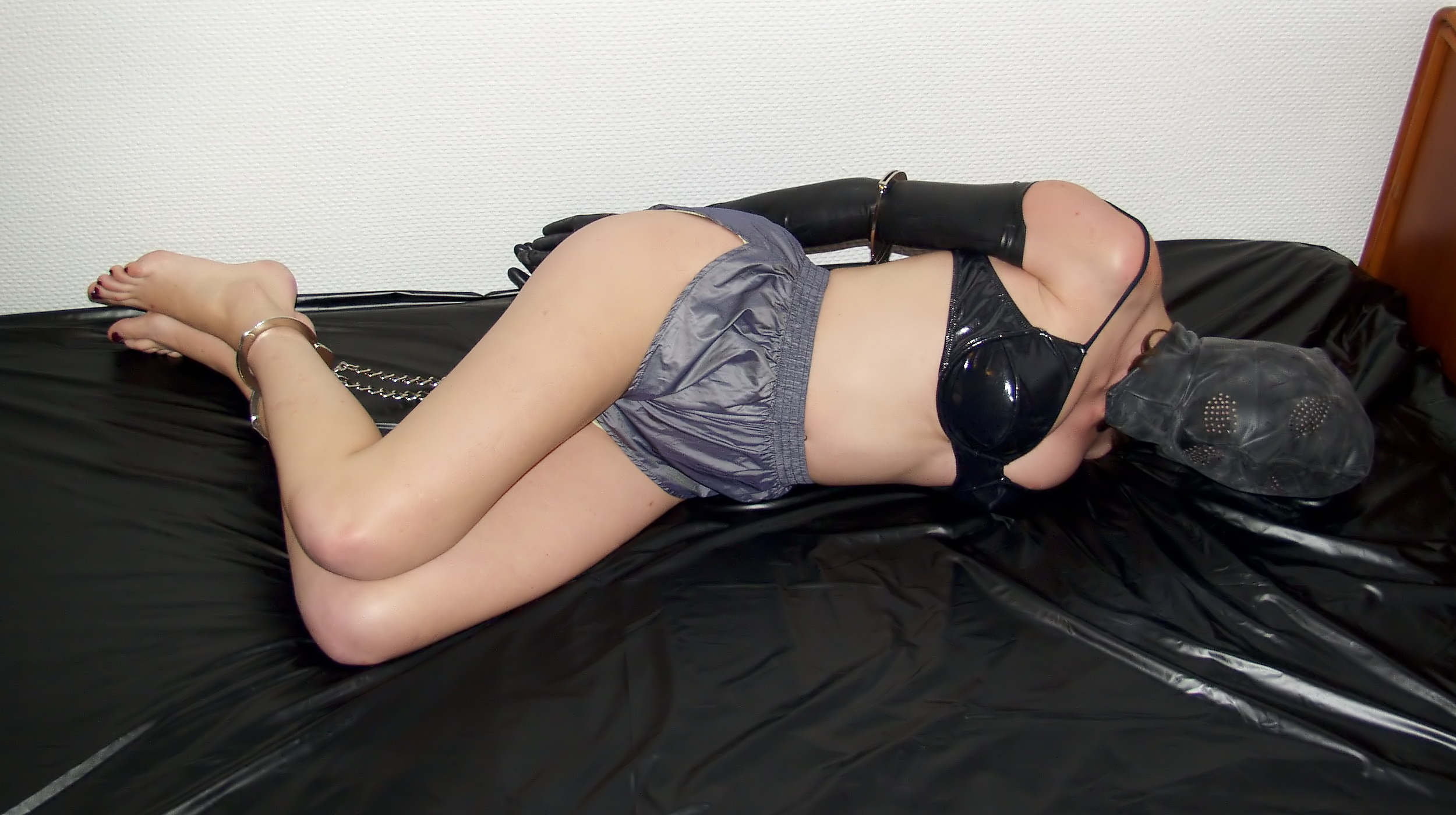
Exempel på en helmask i fetischsammanhang

En  latexmask är en ansiktsmask tillverkad av latex. Den bärs av skådespelare och lajvare i syfte att förändra bärarens utseende i enlighet med den roll som bäraren spelar. Enklare former av latexmasker används ibland även av maskeraddeltagare. Latexmasker används även av latexfetischister för att förändra eller dölja sitt utseende i sina sexuella rollspel. Det kan, men behöver inte vara i samband med olika BDSM-aktiviteter.
Det finns tre huvudsakliga typer av latexmasker: helmask, halvmask och latexdetaljer.
- En helmask täcker hela huvudet och halsen, med undantag för öppningar vid ögonen och näsborrar och/eller mun. Den behöver ofta inte fästas vid huden på något sätt, skarven vid halsen döljs vanligen av något klädesplagg. Denna typ av mask är den enklaste, men den ger inte bäraren möjligheter att använda någon mimik.

- En halvmask täcker en del av ansiktet, vanligen panna, ögonbryn, kinder och näsa.En halvmask måste fästas med mastixlim för att sitta på plats. Skarvarna mellan mask och hud täcks med vax och sminkas över. Halvmasken tillåter bäraren att tala obehindrat och mimiken begränsas i mindre utsträckning än för helmaskens bärare. Denna typ av latexmask används vanligen i enklare film- och teatersammanhang samt av lajvare som spelar icke-mänskliga roller, ofta någon form av svartblod.

- Latexdetaljer är mindre maskdelar i latex såsom öron, näsor, horn, sår, ärr och liknande. Dessa detaljer fästs liksom halvmasken på huden med mastixlim och skarvarna täcks med vax och sminkas över. Latexdetaljer tillåter ännu mer mimik än halvmasken. De används i många film- och teaterproduktioner samt av lajvare. Spetsiga latexöron är på de flesta lajv ett krav för gestaltning av alver.

Latexmasker finns kommersiellt tillgängliga i många standardutföranden, men det förekommer också att masker specialtillverkas för vissa roller och bärare, både professionellt och på hobbynivå.